# Grand Theft Auto (serie)

Logo della serie utilizzato a partire da Grand Theft Auto III (2001)

Grand Theft Auto, comunemente abbreviata in GTA, è una serie di videogiochi action-adventure open world sviluppati da Rockstar North e Rockstar Leeds e pubblicati da Rockstar Games a partire dal 1997. Il giocatore controlla un fuorilegge e la sua ascesa nella criminalità organizzata; l'espressione Grand Theft Auto è infatti diffusa negli Stati Uniti d'America per indicare il furto aggravato di veicoli, crimine molto comune nei primi titoli.
La serie conta sette capitoli principali e quattro spin-off, oltre a espansioni e raccolte uscite nel corso degli anni. È una delle serie videoludiche più famose di tutti i tempi: al 2023 risulta infatti aver venduto complessivamente oltre 410 milioni di copie in tutto il mondo, il che la rende la quinta serie più venduta della storia dopo Mario, Tetris, Pokémon e Call of Duty.

## Videogiochi
| 1997 | Grand Theft Auto |
| 1998 | |
| 1999 | Grand Theft Auto II Grand Theft Auto: London 1969 Grand Theft Auto: London 1961                                       |
| 2000 | |
| 2001 | Grand Theft Auto III                                                                                                  |
| 2002 | Grand Theft Auto: Vice City                                                                                           |
| 2003 | |
| 2004 | Grand Theft Auto: San Andreas Grand Theft Auto Advance                                                                |
| 2005 | Grand Theft Auto: Liberty City Stories                                                                                |
| 2006 | Grand Theft Auto: Vice City Stories                                                                                   |
| 2007 | |
| 2008 | Grand Theft Auto IV                                                                                                   |
| 2009 | Grand Theft Auto: Chinatown Wars Grand Theft Auto IV: The Lost and Damned Grand Theft Auto IV: The Ballad of Gay Tony |
| 2010 | |
| 2011 | |
| 2012 | |
| 2013 | Grand Theft Auto V Grand Theft Auto Online                                                                            |
| 2014 | |
| 2015 | |
| 2016 | |
| 2017 | |
| 2018 | |
| 2019 | |
| 2020 | |
| 2021 | |
| 2022 | |
| 2023 | |
| 2024 | |
| 2025 | |
| 2026 | Grand Theft Auto VI                                                                                                   |

### Capitoli principali
| Anno | Titolo                        | Piattaforme |
| ---- | ----------------------------- | --- |
| 1997 | Grand Theft Auto              | PlayStation, Windows, Game Boy Color |
| 1999 | Grand Theft Auto II           | PlayStation, Dreamcast, Windows, Game Boy Color                                                                                               |
| 2001 | Grand Theft Auto III          | PlayStation 2, Xbox, Windows, PlayStation 4, Xbox One, PlayStation 5, Xbox Series X/S, Android, iOS, Nintendo Switch                          |
| 2002 | Grand Theft Auto: Vice City   | PlayStation 2, Xbox, Windows, PlayStation 4, Xbox One, PlayStation 5, Xbox Series X/S, Android, iOS, Nintendo Switch                          |
| 2004 | Grand Theft Auto: San Andreas | PlayStation 2, Xbox, Windows, PlayStation 3, Xbox 360, PlayStation 4, Xbox One, PlayStation 5, Xbox Series X/S, Android, iOS, Nintendo Switch |
| 2008 | Grand Theft Auto IV           | PlayStation 3, Xbox 360, Windows |
| 2013 | Grand Theft Auto V            | PlayStation 3, Xbox 360, PlayStation 4, Xbox One, Windows, PlayStation 5, Xbox Series X/S                                                     |
| 2026 | Grand Theft Auto VI           | PlayStation 5, Xbox Series X/S |

#### Grand Theft Auto
Il gioco originale è composto di più livelli, ciascuno dei quali è ambientato in una di tre città: Liberty City, San Andreas, Vice City. Sebbene i nomi delle città siano ripresi nelle puntate successive, così non è per i "boss" che affidano le missioni al giocatore. Alcuni ipotizzano che il primo GTA sia un "universo parallelo", nonostante non siano arrivate conferme o smentite ufficiali. Il giocatore è libero di agire come preferisce, esplorando la città, scorrazzando per il traffico, rubando e rivendendo macchine per guadagnare soldi. Per completare un livello è necessario completare le missioni proposte e raggiungere un determinato punteggio.

#### Grand Theft Auto II
Il gioco è in una cittadina chiamata Anywhere City, che si espande su tre isole in cui sette gang si danno battaglia. I membri delle gang affidano dei compiti al giocatore, che li deve svolgere in modo da ottenere sempre maggiore rispetto da parte della gang e poter accedere a missioni più difficili e remunerative. Man mano però che si ottiene rispetto da una gang, inevitabilmente se ne perde nei confronti di un'altra, viceversa capita il contrario. Pertanto è impossibile essere "amici" o "nemici" di tutti.
Il protagonista del gioco è Claude Speed, un criminale che si finge alleato delle gang. In realtà Claude è intenzionato a uccidere tutti i capi di tutte e sette le gang.

#### Grand Theft Auto III
Claude è autista di una banda di rapinatori, che include la ragazza di Claude, Catalina, e un terzo elemento di nome Miguel. Durante la rapina alla Liberty City Bank, Catalina tradisce Claude, rubando i soldi e ferendolo con un'arma da fuoco, lasciandolo in fin di vita; Claude riesce a sopravvivere, ma viene arrestato. Durante il trasporto al penitenziario, il convoglio è attaccato e Claude ne approfitta per scappare. Sul camion blindato conosce 8ball; grazie alle conoscenze di quest'ultimo, Claude conosce Don Salvatore Leone e la sua ragazza Maria, che gli affideranno missioni contro il cartello capitanato proprio da Miguel, il fratello di Catalina. Nonostante condividano lo stesso nome, Claude non è lo stesso personaggio di GTA II in quanto i due capitoli si svolgono in due universi diversi.

#### Grand Theft Auto: Vice City
Tommy Vercetti ha appena finito di scontare 15 anni di carcere a Liberty City, quando è mandato dal suo boss Sonny Forelli a fare una "vacanza" a Vice City (città immaginaria basata su Miami) dove dovrà comperare della droga, per conto della malavita. Tramite l'avvocato Ken Rosenberg, i Forelli hanno raggiunto un accordo con i fratelli Vance per uno scambio di droga e soldi. Purtroppo i Vance vengono traditi da Ricardo Diaz, che invia la sua gang a guastare i loro piani. Gli uomini di Diaz uccidono Vic Vance e due uomini di Tommy Vercetti, il quale riesce a scappare in macchina con il suo avvocato cocainomane: Ken Rosenberg mentre Lance Vance scapperà anch'egli in elicottero. Tommy perde così sia i soldi, sia la droga mandando Sonny Forelli su tutte le furie. Tommy dovrà dunque cercare di recuperare i soldi e scoprire chi ha mandato a monte l'affare iniziando a lavorare nella metropoli con molta gente importante iniziando subito a farsi pochi amici e tanti nemici, dando il via alla conquista della città.

#### Grand Theft Auto: San Andreas
Il gioco è ambientato in uno stato immaginario chiamato San Andreas. Carl "CJ" Johnson, un delinquente di quartiere, gangster di strada afro-americano che ha vissuto per 5 anni sulla costa orientale, ritorna a casa, a Los Santos, San Andreas a causa della morte della madre uccisa da una gang rivale. Fin dal suo ritorno a casa, le cose non sembrano andare bene: viene fermato dai poliziotti corrotti della zona, che lo accusano dell'omicidio di un loro collega, che in realtà hanno commesso proprio loro; per evitare che le accuse diventino ufficiali, Carl sarà costretto a fare diversi favori ai poliziotti. Dopo aver spiegato la situazione, i poliziotti lo lasciano nel territorio della gang rivale dei Ballas, ma Carl riesce a fuggire e a raggiungere la sua famiglia al funerale della madre. Tutti accolgono Carl piuttosto freddamente, soprattutto il fratello, che considera Carl un immaturo, il quale fuggì dalle sue responsabilità. CJ si rende conto che a casa sua tutto è finito in malora, il suo quartiere e la sua gang: le Famiglie di Grove Street stanno cadendo sempre più in basso a causa della droga delle gang rivali, mentre la sua famiglia e i suoi amici stanno facendo tutti una brutta fine. CJ decide dunque, complice anche il ricatto dei poliziotti corrotti, di tornare a vivere in quella realtà che per 5 anni aveva provato a mettersi alle spalle, tornando nelle strade di Los Santos come gangster delle Famiglie di Grove Street, per dare una mano ai suoi. Dovrà prima riconquistare la fiducia degli amici gangster e del fratello, leader di Grove. A causa di varie vicissitudini CJ è costretto ad intraprendere un viaggio per l'intero stato di San Andreas, che lo porterà anche nelle altre vaste città dello stato: San Fierro e Las Venturas.

#### Grand Theft Auto IV
Niko Bellic è un immigrato dell'est Europa proveniente dalla Serbia, che raggiunge il cugino Roman a Liberty City. Il suo scopo è di seguire il "sogno americano": crede che il parente sia diventato ricco e conosciuto, quando in realtà possiede una piccola compagnia di Taxi ed è sommerso di debiti. Toccherà quindi a Niko aiutare il cugino, collaborando con boss mafiosi che lo costringeranno ad arrampicarsi nella società e nella criminalità della città dove tutto e tutti hanno un prezzo. Niko è venuto in America non solo per il cugino Roman, ma anche per compiere la sua vendetta, uccidendo il militare che provocò la morte dei suoi migliori amici, tradendo i suoi compagni d'armi durante la guerra in patria. Per trovarlo dovrà prima farsi importanti amicizie nella città della Libertà.
Inoltre è possibile effettuare delle decisioni durante il gioco che porteranno alla variazione della trama, infatti, mentre nei precedenti capitoli la storia del gioco era sempre la stessa ed era presente un unico finale, in GTA IV si possono effettuare delle scelte in alcune missioni, che influiranno sugli eventi futuri del gioco e alla fine è possibile ottenere due finali diversi, in base alle scelte del giocatore durante il gioco.

#### Grand Theft Auto V
Le vite di tre uomini molto diversi tra loro, Franklin Clinton, Michael Townley/de Santa e Trevor Philips, si incrociano nella splendida cornice di Los Santos. Franklin, giovane gangster del ghetto, dopo un rocambolesco furto d'auto per conto della concessionaria dove lavora, stringe una lunga amicizia con Michael. Egli, nove anni prima, era un rapinatore, ma stanco di quella vita e avendo nel frattempo messo su famiglia, tradì i suoi amici mettendosi d'accordo con l'FIB per fingere la sua morte e cercare di far arrestare i suoi complici, Brad e Trevor. Ma dopo una rapina andata male, Brad viene ucciso dalla polizia mentre Trevor viene dato per disperso. Trevor, trasferitosi nelle campagne di Los Santos, viene a scoprire che Michael è ancora vivo e ha cambiato cognome. Dopo varie ricerche riesce a riunirsi con Michael, il quale gli presenta Franklin, e con il quale Trevor instaura da subito un buon rapporto. Da quel momento i tre protagonisti metteranno su una serie di rapine mozzafiato, facendo i conti con forze dell'ordine, FIB e numerosi altri nemici, fino a compiere "The Big One", l'ultimo grande colpo che li sistemerà economicamente per tutta la vita. Il gioco prevede, per la prima volta in tutta la serie, la possibilità di intercambiare e giocare con tre personaggi anziché uno solo; inoltre presenta tre finali alternativi che modificheranno l'epilogo della trama e metteranno alla prova Franklin, perno centrale delle vite di Michael e Trevor.

#### Grand Theft Auto VI
Il 4 febbraio 2022, dopo 9 anni, Rockstar Games ha annunciato ufficialmente lo sviluppo del sesto capitolo della saga, riferendo fosse in stadio avanzato. Il 18 settembre dello stesso anno iniziano a diffondersi su internet video e immagini del gioco, Rockstar Games provvede quindi all'eliminazione del materiale ottenuto tramite hacking. Questo leak è stato definito come "il più grande nella storia dei videogiochi". Il presunto responsabile, un ragazzo inglese di 17 anni conosciuto con le iniziali A.K., è stato poi arrestato dalla polizia dell'Oxfordshire, nel Regno Unito. Il ragazzo era già stato coinvolto in altri attacchi a danno di Uber, Microsoft e Nvidia. 
Il 1º dicembre 2023 Rockstar Games ha comunicato ufficialmente, tramite un post su Twitter, la data e l'ora dell'uscita del primo trailer, poi diffuso il 5 dicembre 2023; il gioco sarà pubblicato nel 2026.

### Spin-off
| Anno | Titolo                                 | Piattaforme                                       |
| ---- | -------------------------------------- | ------------------------------------------------- |
| 2004 | Grand Theft Auto: Advance              | Game Boy Advance                                  |
| 2005 | Grand Theft Auto: Liberty City Stories | PlayStation 2, PlayStation Portable, Android, iOS |
| 2006 | Grand Theft Auto: Vice City Stories    | PlayStation 2, PlayStation Portable               |
| 2009 | Grand Theft Auto: Chinatown Wars       | PlayStation Portable, Nintendo DS, Android, iOS   |

#### Grand Theft Auto: Advance
Ambientato a Liberty City, è un prequel di Grand Theft Auto III. Il gioco narra le avventure di Mike, che vive a Liberty City lavorando con un certo Vinnie. Quando i due decidono di lasciare la città, si ritrovano al verde, e si mettono così al servizio di alcune famiglie mafiose. Quando i due si ritrovano a che fare con l'esplosione di un'autobomba, Vinnie fugge, lasciando Mike alle prese con la polizia e con l'accusa di omicidio. Mike dovrà riuscire a fuggire dalla caotica città ed a svelare la verità.

#### Grand Theft Auto: Liberty City Stories
Antonio "Toni" Cipriani, un mafioso italo-americano, ha dovuto lasciare Liberty City quattro anni prima dopo aver compiuto un omicidio per conto della famiglia Leone, per cui lavorava. Tornato in città, spera di ricevere l'accoglienza che merita, ma scopre di essere stato sostituito e di non essere più essenziale per i Leone. Toni dovrà quindi lavorare sodo per essere di nuovo ai vertici della famiglia.

#### Grand Theft Auto: Vice City Stories
Il protagonista è Victor "Vic" Vance, fratello maggiore di Lance Vance, che in futuro sarà un "collega" di Tommy Vercetti (il protagonista di GTA Vice City). Vic è un marine a cui sono affidate dal suo superiore delle missioni illegali alle quali è comunque costretto ad ubbidire essendo un militare di grado minore, prima di venire trasferito a Cuba in missione. Vic viene espulso con disonore dall'esercito poiché il suo superiore lo incolpa di detenzione di stupefacenti e di incoraggiamento alla prostituzione, in realtà era stato il capo stesso di Vic a ordinargli di comperare della droga per lui e di portargli una prostituta. Vic è dunque costretto a lavorare controvoglia per la malavita, prima al soldo di altri personaggi, e in seguito in proprio pur di pagare le spese mediche al fratello malato: Pete Vance. Così facendo Vic fonda un vero e proprio impero, a Vice City, formato da attività illecite gestite dalla sua gang. Il gioco introduce l'uso di alcuni velivoli (come le moto ad acqua).

#### Grand Theft Auto: Chinatown Wars
Huang Lee, un cinese membro della Triade, giunge a Liberty City per restituire a suo zio la spada della famiglia. Vittima di un agguato in cui perde quasi la vita, inizia a lavorare per la Triade e per altri boss mafiosi. Il gioco è ripreso dall'alto, ed è disponibile solo per le console Nintendo DS, PSP, Android, iPhone e iPad.

### Espansioni
| Anno | Titolo                                      | Piattaforme                      |
| ---- | ------------------------------------------- | -------------------------------- |
| 1999 | Grand Theft Auto: London 1969               | PlayStation, Windows             |
| 1999 | Grand Theft Auto: London 1961               | Windows                          |
| 2009 | Grand Theft Auto IV: The Lost and Damned    | PlayStation 3, Xbox 360, Windows |
| 2009 | Grand Theft Auto IV: The Ballad of Gay Tony | PlayStation 3, Xbox 360, Windows |

#### Grand Theft Auto: London 1969
Il gioco è un'espansione del primo capitolo Grand Theft Auto, ambientato a Londra nell'anno 1969. Il giocatore interpreta ancora il ruolo di un criminale agli inizi che, per guadagnare soldi e farsi una reputazione all'interno della città, dovrà portare a compimento le missioni che gli saranno assegnate dai diversi capi.

#### Grand Theft Auto: London 1961
Un add-on per London 1969 chiamato Grand Theft Auto: London 1961 è stato reso disponibile esclusivamente per personal computer nel luglio 1999, scaricabile liberamente sul sito ufficiale di London 1969. È molto più breve e presenta la stessa mappa e gli stessi personaggi di Londra 1969, ma è ambientato otto anni prima.

#### Grand Theft Auto IV: The Lost and Damned
Prima delle due espansioni del videogioco Grand Theft Auto IV e ambientata nello stesso luogo, Liberty City. Segue le vicende di Johnny Klebitz e la sua gang di motociclisti.

#### Grand Theft Auto IV: The Ballad of Gay Tony
Seconda espansione di Grand Theft Auto IV, ambientata nuovamente a Liberty City. Segue le vicende di Luis Fernando Lopez, un giovane ragazzo dominicano e il suo amico e socio in affari "Gay" Tony Prince, proprietario dei night club Maisonette 9.

### Raccolte

#### Grand Theft Auto: Episodes from Liberty City
Raccolta che include le due espansioni di Grand Theft Auto IV: The Lost and Damned e The Ballad of Gay Tony. Per giocare non è necessaria una copia del gioco principale.

#### Grand Theft Auto: The Trilogy - The Definitive Edition
Rimasterizzazione di tre capitoli della serie sviluppata da Grove Street Games. La trilogia è composta da Grand Theft Auto III, Grand Theft Auto: Vice City e Grand Theft Auto: San Andreas. Sono uscite versioni per Microsoft Windows, Nintendo Switch, PlayStation 4, PlayStation 5, Xbox One e Xbox Series X/S l'11 novembre 2021.

## Ordine cronologico dell'ambientazione
| Anno | Titolo                                      | Città                              | Protagonista/i                                    |
| ---- | ------------------------------------------- | ---------------------------------- | ------------------------------------------------- |
| 1961 | Grand Theft Auto: London 1961               | Londra                             | A seconda del giocatore                           |
| 1969 | Grand Theft Auto: London 1969               | Londra                             | A seconda del giocatore                           |
| 1984 | Grand Theft Auto: Vice City Stories         | Vice City                          | Victor Vance                                      |
| 1986 | Grand Theft Auto: Vice City                 | Vice City                          | Tommy Vercetti                                    |
| 1992 | Grand Theft Auto: San Andreas               | San Andreas                        | Carl Johnson                                      |
| 1997 | Grand Theft Auto                            | Liberty City/San Andreas/Vice City | A seconda del giocatore                           |
| 1998 | Grand Theft Auto: Liberty City Stories      | Liberty City                       | Toni Cipriani                                     |
| 1999 | Grand Theft Auto II                         | Anywhere City                      | Claude Speed                                      |
| 2000 | Grand Theft Auto: Advance                   | Liberty City                       | Michael Slick                                     |
| 2001 | Grand Theft Auto III                        | Liberty City                       | Claude                                            |
| 2008 | Grand Theft Auto IV                         | Liberty City                       | Niko Bellic                                       |
| 2008 | Grand Theft Auto IV: The Lost and Damned    | Liberty City                       | Johnny Klebitz                                    |
| 2008 | Grand Theft Auto IV: The Ballad of Gay Tony | Liberty City                       | Luis Lopez                                        |
| 2009 | Grand Theft Auto: Chinatown Wars            | Liberty City                       | Huang Lee                                         |
| 2013 | Grand Theft Auto V                          | San Andreas                        | Franklin Clinton, Michael DeSanta, Trevor Philips |
| 2026 | Grand Theft Auto VI                         | Leonida                            | Lucia Caminos, Jason Duval                        |

## Caratteristiche

### Modalità di gioco

Scena di Grand Theft Auto II

Per guadagnare soldi e farsi una reputazione all'interno della città in cui si svolge il gioco, il protagonista assiste e si rende complice di conflitti con criminali e gang rivali, portando a compimento le missioni che gli vengono assegnate. La serie ha come punti di forza:
- La ricostruzione pressoché integrale della città (o di più città) con abitanti, nemici e poliziotti.
- L'elevato numero di mezzi di trasporto utilizzabili (auto, moto, bici, motoscafi, aerei, treni) e armi (pistole, fucili, mitragliatori, bombe, armi pesanti, mazze, coltelli), tranne per motoscafi e velivoli (elicotteri e aerei) che sono presenti solo da GTA III in poi.
- La longevità: tutti i GTA sono molto lunghi; le missioni della sola storyline principale variano dalle venti alle trenta ore. Inoltre, per finire il gioco al 100% bisogna soddisfare requisiti secondari, come trovare 100 "pacchetti speciali" (in GTA2, GTA III, GTA: Vice City e GTA: Liberty City Stories), "taggare" 100 tag", "trovare cinquanta ferri di cavallo", "cinquanta ostriche" e "scattare cinquanta fotografie" (in GTA: San Andreas) o anche "far scoppiare novantanove palloncini rossi" (in GTA: Vice City Stories), "uccidere 200 piccioni" (GTA IV) e "uccidere 50 gabbiani" (in GTA: The Lost and Damned e GTA: The Ballad Of Gay Tony). Altre missioni secondarie sono le missioni Taxi, Vigilante, Ambulanza, Pompiere, Pappone, Import/Export, Acrobazie folli e le Violenze.

### Evoluzione
La serie nasce per mano di DMA Design (gli autori di Lemmings) e si distingue subito per l'ampiezza del mondo di gioco e la sua esplorabilità. I primi due capitoli, usciti per PC e Sony PlayStation erano caratterizzati dal mostrare il mondo di gioco da una visuale bidimensionale dall'alto, dalla maturità dei temi trattati e dal linguaggio spinto. Con il passaggio a Rockstar e l'approdo su hardware migliori (PlayStation 2 e PC più potenti), la serie fu traghettata sul 3D, dando la possibilità al giocatore in GTA III di scegliere la modalità 3D o 2D (per la versione per PC) raggiungendo buone prestazioni grafiche. Con l'aumentare degli episodi, la serie è andata incontro a un continuo ampliamento. In GTA San Andreas, si hanno a disposizione tre città principali, ricostruite basandosi sulle caratteristiche principali delle tre città americane di Los Angeles (che nel gioco diventa Los Santos), San Francisco (San Fierro) e Las Vegas (Las Venturas), con tanto di Golden Gate e The Strip, raggiungendo il massimo di libertà. I mezzi di trasporto utilizzabili sono molti e vanno dalle comuni automobili al treno, alla BMX, perfino aerei, elicotteri e moto d'acqua (GTA: Vice City Stories, GTA IV e correlati e GTA V). I sottogiochi variano nella sostanza e cambiano da un titolo all'altro: solo per citarne alcuni, corse clandestine e non, scommesse sui cavalli, biliardo, e così via. Con gli ultimi titoli (da GTA III in maniera più ristretta e più semplice, da Vice City se pensiamo a una personalizzazione più efficace) s'inizia a rendere disponibile la personalizzazione dell'alter ego virtuale, che si può vestire (GTA San Andreas, GTA Vice City, GTA IV, i due episodi per PSP e GTA V) o tatuare a piacimento, e si deve nutrire, con la conseguenza di ingrassare se si mangia troppo, o di diventare un culturista se si passano le giornate in palestra (GTA San Andreas).

### Polizia
Elemento caratteristico essenziale della saga è la costante presenza della polizia. Il tasso di criminalità raggiunto viene indicato sotto forma di stelline, posizionate in alto a destra dello schermo (o di facce di poliziotti in alto al centro fino a GTA 2): sei livelli di sospetto, cinque per GTA V, è il massimo che si può raggiungere. Nei GTA per la generazione precedente l'uccisione di un poliziotto comportava all'aumento immediato di due stelline di sospetto, nella nuova generazione invece comporta all'aumento immediato di tre stelline.
Per la saga in 3 dimensioni (ovvero dove il livello di criminalità è espresso in stelline) si inizia partendo da una stellina, dove i poliziotti si "limitano" ad alzarvi addosso le mani o i manganelli, a patto che in quel preciso momento non abbiamo in mano un'arma da fuoco: in questo caso, infatti, anche i poliziotti inizieranno a sparare con le loro pistole d'ordinanza. Per quanto riguarda GTA V, ad una stella di sospetto i poliziotti proveranno ad arrestarti puntandoti con le loro pistole, raramente, con i fucili a pompa, anche se in quel momento porti un'arma, di qualunque tipo, in mano; durante la procedura di arresto, uno di questi si avvicinerà, nel frattempo i colleghi gli copriranno le spalle. Se proverai a scappare in qualunque modo, le stelle di sospetto aumenteranno a due, e a quel punto i poliziotti apriranno il fuoco sul giocatore immediatamente. Se non reagirai in alcun modo, il poliziotto più vicino ti arresterà; tornerai in gioco, dopo aver pagato una cauzione dal valore di 300 dollari (indipendentemente da quante stelle di sospetto avevi e dai reati che hai commesso), ma la polizia ti avrà confiscato sia tutte le munizioni, che il giubbotto anti proiettile (qualora ne fossi in possesso). A due stelline i poliziotti inseguono e sparano ai giocatori, ma senza richiamare troppi rinforzi. Nei capitoli tridimensionali (GTA III, GTA Vice City, GTA San Andreas, GTA IV e relative espansioni, e GTA V) a tre stelline compare l'elicottero della polizia che segnalerà la presenza dei giocatori alle pattuglie a terra tramite un fascio di luce e sparerà a questi con la mitragliatrice presente sul suo ventre. L'elicottero non è presente nei primi GTA bidimensionali sviluppati. Da questo momento le forze dell'ordine cercheranno con ogni mezzo di fermare e arrestare i giocatori. A quattro stelline intervengono gli SWAT, chiamati nei GTA di nuova generazione N.O.O.S.E. (National Office of Security Enforcement), con cellulari e armi automatiche, più potenti di quelle in dotazione alla polizia; inoltre l'elicottero che li insegue inizia a scaricare alcuni membri SWAT. Arrivati a cinque, giungerà l'FBI (FIB da GTA IV in poi) con veloci macchine e potenti armi automatiche quali AK47 (GTA 3), MP5 (Vice City, San Andreas) e Carabina (GTA IV). A sei, inseguiranno il protagonista anche i militari con armi potenti e giubbotti antiproiettile, usando carri armati e camion da trasporto. Da GTA IV in poi non è presente l'esercito, ma solo le forze speciali dell'unità di polizia nota come NOoSE (che prende spunto dalla SWAT e dalla DEA). In genere, dopo l'uccisione di quattro o cinque persone di fila si riceve una stellina, mentre uccidendo, ferendo o minacciando un poliziotto qualora non si abbia ancora nessuna stellina a proprio carico, si passa direttamente a due stelline come detto sopra. Se si ruba una moto della polizia si avrà una stellina e il poliziotto inseguirà il giocatore soltanto, invece se si ruberà una macchina della polizia (bisogna aspettare che i due poliziotti scendano visto che la macchina sarà chiusa) i poliziotti gli spareranno dato che nella vettura è presente un fucile a pompa.
Il sistema delle stelline è anche "scalabile", nel senso che anche con un singolo reato si possono prendere subito due o più stelline secondo la gravità di esso. Ad esempio in GTA San Andreas entrare nei depositi nucleari e militari (ad esempio l'Area 69) corrisponde subito a cinque stelline. Oppure, raggiungendo luoghi della mappa non ancora sbloccati con le missioni della Story-Line, si innescano immediatamente quattro stelline con arrivo dell'esercito, fatta eccezione per GTA V dove non è presente. Nei capitoli della sesta generazione (GTA 3, Vice City, Advance, San Andreas, Liberty City Stories e Vice City Stories), il numero massimo di stelline che si possono ottenere aumenta man mano che sbloccheremo le aree della mappa: all'inizio si potrà arrivare solo fino a quattro stelle, sbloccata la seconda area il limite salirà a cinque e successivamente a sei quando l'intera mappa viene sbloccata.

## Universi immaginari
Ogni titolo della serie ha una storia a sé e può essere giocato da solo senza conoscere gli episodi precedenti, in quanto i capitoli della serie non seguono una trama continuativa. Tuttavia ogni capitolo appartiene a un determinato universo immaginario e nei titoli di uno stesso gruppo si troveranno le versioni della stessa città uguali, ad esempio la Liberty City di GTA III è uguale a quella di GTA Liberty City Stories (se non per qualche piccola differenza legata al periodo d'ambientazione). Nei titoli degli stessi universi, potrebbero inoltre fare delle comparse personaggi già visti in giochi precedenti oppure potrebbero esservi riferimenti a fatti ed eventi accaduti in un altro titolo dello stesso universo.
Al contrario nei giochi di un universo differente non compariranno gli stessi personaggi visti in un vecchio universo e gli eventi accaduti presenteranno notevoli divergenze. I nomi delle città rimarranno uguali ma esse saranno notevolmente diverse da universo ad universo, non solo dal punto di vista grafico ma anche da quello strutturale e geografico. Malgrado ciò tutti i giochi di tutti gli universi presentano alcuni elementi comuni e ricorrenti nella saga di GTA tra cui celebrità immaginarie come i "Love Fist" una band rock inglese comparsa in GTA Vice City che ricompare numerose volte anche in altri titoli più recenti così come il personaggio di Lazlow, che altro non è che uno dei produttori dei giochi della Rockstar Games che compare o viene citato quasi in tutti i capitoli della serie dove solitamente è un DJ di una delle radio del gioco. In GTA V compare proprio come personaggio e conduce alcuni programmi televisivi e compie brevi apparizioni in due missioni. In tutti gli universi sono inoltre ricorrenti parodie di catene di aziende, ristoranti e fast food come il Burger Shot, il Cluckin' Bell, l'Up-'N-Atom Burger, o negozi di abbigliamento come Binco, Sub Urban e Didier Sachs. Compaiono in tutti gli universi, anche i Pay'n Spray (chiamati "Los Santos Customs" in GTA V), celeberrime officine arrangiate per la riparazione e la colorazione dei veicoli. Questo perché, per quanto universi differenti, titoli, marchi, brand o altri elementi più o meno comuni che hanno reso famosa la serie o che sono stati apprezzati nel corso degli anni sono permanenti.
Per la storia, i luoghi e i personaggi comuni ricorrenti in determinati giochi, generalmente si tende a differenziare tre universi differenti nella serie, l'universo di GTA 1-2 composto dai primissimi capitoli della serie con l'inquadratura dall'alto ovvero Grand Theft Auto, Grand Theft Auto: London 1969 e Grand Theft Auto 2, l'universo di GTA 3 composto dai nuovi capitoli con grafica 3D ed in terza persona, Grand Theft Auto III, Grand Theft Auto: Vice City, Grand Theft Auto: San Andreas, Grand Theft Auto Advance, Grand Theft Auto: Liberty City Stories e Grand Theft Auto: Vice City Stories, e il più recente universo di GTA 4-5 con grafica in HD, esso comprende Grand Theft Auto IV, Grand Theft Auto IV: The Lost and Damned, Grand Theft Auto IV: The Ballad of Gay Tony, Grand Theft Auto: Chinatown Wars e Grand Theft Auto V.

## Personaggi
Mentre nei primi GTA (1 e London '69) i protagonisti dei giochi potevano essere scelti dal giocatore e fungevano solo da tramite tra il giocatore stesso e il gioco, a partire da GTA II ogni capitolo ha un suo ben definito protagonista, con la sua rispettiva storia che lo porta a comportarsi in un certo modo e ad avere determinati obbiettivi all'interno del gioco. Solitamente il personaggio che si impersona è appena arrivato/ritornato nella città/stato in cui si ambienta il gioco e dovrà farsi un nome nel giro della criminalità locale, per raggiungere i suoi obiettivi quali possono essere fama e fortuna, fondare un impero criminale, aiutare vecchi amici e parenti o vendicarsi di torti subiti in passato. Il protagonista si ritroverà quindi a dover eseguire missioni per i suoi contatti in ciascuna isola o zona della mappa per poter progredire nel gioco e nella storia, e malgrado il modo di comportarsi di ciascun personaggio dipenda perlopiù dal giocatore, ogni protagonista della serie ha delle sue ideologie e una personalità propria, come dimostrerà nelle varie missioni e attività svolgibili durante il gioco (ad esempio alcuni personaggi sono restii ad uccidere degli innocenti, o membri di gang alleate, altri invece sono contrari alla droga o ad abbordare prostitute, ma il giocatore nei loro panni può comunque fargli fare queste cose al di fuori delle missioni del gioco). I personaggi che si dovranno impersonare nella serie sono: Claude Speed, criminale di basso rango protagonista di GTA 2, Claude "il muto", rapinatore protagonista di GTA 3, Tommy Vercetti, sicario della mafia protagonista di GTA Vice City, Mike, ladro protagonista di GTA Advance, Carl Johnson, gangster di strada protagonista di GTA San Andreas, Toni Cipriani, mafioso protagonista di GTA Liberty City Stories, Victor Vance, ex marine poi barone della droga protagonista di GTA Vice City Stories, Niko Bellic, killer a pagamento protagonista di GTA 4, Johnny Klebitz, biker fuorilegge protagonista di GTA 4: The Lost and Damned, Luis Lopez, buttafuori e criminale freelance protagonista di GTA 4: The Ballad of Gay Tony, Huang Lee, sicario della Triade protagonista di GTA: Chinatown Wars e Michael De Santa, Trevor Philips e Franklin Clinton, tutti e tre rapinatori e criminali organizzati protagonisti di GTA V, primo capitolo della serie a presentare più di un personaggio giocabile nello stesso gioco. Alcuni di questi protagonisti ricompaiono o fanno delle apparizioni come personaggi secondari anche in altri giochi della serie appartenenti al loro stesso universo immaginario.

## Modding
La modifica da parte dell'utente, o modding, dei videogiochi di Grand Theft Auto è una tendenza popolare nella comunità dei giochi per PC. I software di terze parti sono indispensabili per creare mod di Grand Theft Auto, a causa della mancanza di strumenti di editing ufficiali da parte dello sviluppatore Rockstar Games.